# Рама Вениаминова
Рама (др.-евр. הרמה‬) — город колена Вениаминова (Нав. 18:25) к северу от Иерусалима, по дороге к Сихему, недалеко от Гивы Вениаминовой, родины Саула (Суд. 19:13, Ис. 10:29, ср. 1Цар. 10:26, 3Цар. 15:17—22)

## Термин
По-еврейски всегда с определительным ה : הרמה, поэтому у Иосифа Флавия «Древн.», VIII, 12, 3 Άρμαθον.
Из 3 Цар. XV, 17, 22 и 2 Парал. XVI, 1, 5—6, можно заключать, что город лежал близ границы колена Ефремова.

## Библейская история
Между этой Рамой и Вефилем пророчица Девора под пальмой на горе Ефремовой судила сынов Израиля (Суд. 4:4, 5).
Местоположение Рамы имело важное стратегическое значение: оно господствует над дорогой, ведущей из Иерусалима в Сихем и далее на север; вот почему эта местность являлась яблоком раздора между иудейскими и израильскими царями. Чтобы отрезать Иудею от сообщения с соседними северными странами, Бааша (Вааса), царь израильский, начал было укреплять Pаму, как пограничный город, но не был допущен к тому Асой, царём иудейским и принуждён был оттуда уйти (3 Цар. XV, 17—22; 2 Парал. XVI, 1—6) .
О Раме упоминают также Исаия (X, 29) и Осия (V, 8). По разрушении Иерусалима в 586 году до н. э. Рама была сборным пунктом для уведённых в плен иудеев: здесь пророк Иеремия получил свободу от заключения и плена, тогда как прочие иудеи были собраны Навузарданом, полководцем Навуходоносора, для отвода в Вавилон (Иерем. XL, 1). Изображая это событие, пророк писал: «Голос слышен в Раме; вопль и горькое рыдание; Рахиль плачет о сынах своих и не хочет принимать утешения, потому что их нет» (Иерем. XXXI, 15).
В Раме иудеи жили и по возвращении из плена: после Вавилонского пленения Рама опять была населена вениаминитами (Эзр., 2, 26; Hex., 7, 30; 11, 33), но никогда она уже более не выделялась; по крайней мере, Иероним сообщает, что в его время Рама представляла собою незначительную местность..

## Местоположение
Рама находилась недалеко от Гибеи (Иош., 18, 25 и др. места), между Гаваоном и Гебой (Исаия, 10, 29); к северу от Иерусалима (Суд., 19, 13), по Флавию (ib.) — в 40 стадиях (в 6 римских милях) от Иерусалима, против Бет-Эля. На основании этих данных учёные отождествляют Раму с селением Эр-Рам (er-Râm), расположенным на холме в 9 км к северу от Иерусалима, с явными следами древнего города.